# John Franklin (Schauspieler)

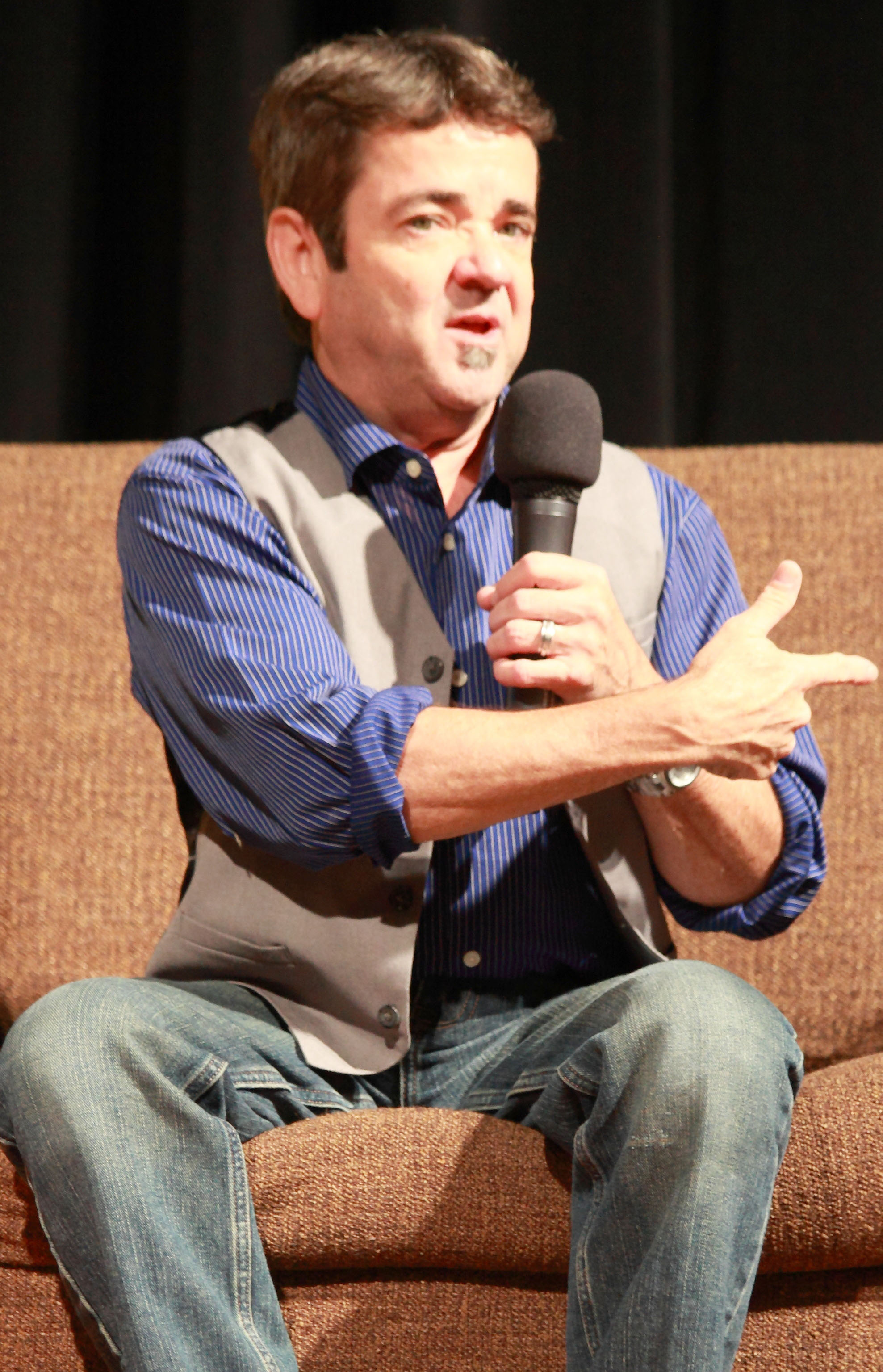
John Franklin (2014)

John Franklin (* 16. Juni 1959 als John Paul Salapatek in Blue Island, Chicago, Illinois, USA) ist ein ehemaliger US-amerikanischer Schauspieler und Drehbuchautor.

## Leben
John Franklin studierte an der University of Illinois Theater. Sein Debüt als Filmschauspieler gab Franklin 1984 mit dem Horrorfilm Kinder des Zorns. In diesem übernahm der kleinwüchsige Franklin, wenngleich bereits 25 Jahre alt, die Rolle des Kindes Isaak. Es folgten verschiedene Film- und Fernsehauftritte. Im Jahr 1999 kehrte er im sechsten Teil der Kinder-des-Zorns-Filmreihe zurück. Für diese Produktion war Franklin auch als Drehbuchautor tätig.
Seit einigen Jahren ist Franklin unter seinem Geburtsnamen als Englisch-Lehrer in Kalifornien tätig. Sein Abschied von der Tätigkeit als Schauspieler geschah nach seinen eigenen Worten als Reaktion auf die Terroranschläge am 11. September 2001.

## Filmografie (Auswahl)
- 1984: Kinder des Zorns (Children of the Corn)
- 1986: Ein Engel auf Erden    (Folge: Frierendes Herz) als Arnie
- 1988: Andy Colby's Incredible Adventure
- 1988: Chucky – Die Mörderpuppe (Child’s Play)
- 1991: Addams Family (The Addams Family)
- 1993: Die Addams Family in verrückter Tradition (Addams Family Values)
- 1999: Kinder des Zorns 6 – Isaacs Rückkehr (Children of the Corn 666: Isaac's Return)
- 2000: Der Flug der Rentiere (A Christmas Secret)